# Регейра-де-Понтеш
Регейра-де-Понтеш (порт. Regueira de Pontes) — район (фрегезия) в Португалии, входит в округ Лейрия. Является составной частью муниципалитета Лейрия. По старому административному делению входил в провинцию Бейра-Литорал. Входит в экономико-статистический субрегион Пиньял-Литорал, который входит в Центральный регион. Население составляет 2263 человека на 2001 год. Занимает площадь 12,04 км².
Покровителем района считается Святой Себастьян (порт. S. Sebastião).

## История
Район основан в 1714 году